# Puccianiello
Puccianiello è un sobborgo di Caserta.
Ubicata nella periferia pianeggiante a nord della città, si trova a sud delle frazioni collinari di Mezzano e Casertavecchia. Inoltre è affiancato alla Reggia e dal suo giardino inglese sul lato occidentale.

## Storia
Il borgo di Puccianiello secondo gli studi risalirebbe al 1178 tra il X secolo e il XII secolo, in questa zona ci furono ingenti proprietà appartenute ad Alessandro III, nel 1500 il feudo fu ceduto al principe di Caserta Matteo III Acquaviva, escluso l'antico palazzo baronale che rimase di proprietà vescovile fino al XVII secolo.

## Monumenti e luoghi d'interesse
Nella zona è presente il noto convento dei cappuccini costruito nel 1570.